# Palmiano
Palmiano település Olaszországban, Marche régióban, Ascoli Piceno megyében. Lakosainak száma 160 fő (2023. január 1.). Palmiano Comunanza, Force, Venarotta és Roccafluvione községekkel határos.

## Népesség
A település lakossága az elmúlt években az alábbi módon változott:
| Lakosok száma | 188  | 184  | 160  |
|               | 2017 | 2018 | 2023 |